# Wolfgang Sawallisch
Wolfgang Sawallisch (26. srpna 1923 Mnichov – 22. února 2013 Grassau) byl německý dirigent.
Narodil se v Mnichově a hudbě se věnoval již od dětství (hrál na klavír a chtěl se stát koncertním pianistou). Během války sloužil ve wehrmachtu a následně studoval na mnichovské konzervatoři. Svou dirigentskou kariéru zahájil v roce 1947 v operním domě v Augsburgu. Později dirigoval řadu významných orchestrů, mezi něž patří například Berlínská filharmonie nebo Vídeňští filharmonikové. V letech 1971 až 1992 byl šéfdirigentem Bavorského státního orchestru.
Zemřel roku 2013 ve svém domě v Grassau ve věku 89 let.